# Tubular Bells
Tubular Bells (Engels voor "buisklokken") is het debuutalbum van de Britse muzikant Mike Oldfield. Het album werd uitgebracht in 1973. Het werd geschreven door Oldfield, die ook de meeste van de instrumenten bespeelde.

## Geschiedenis
Toen Oldfield het album had uitgewerkt, ging hij er meerdere platenlabels mee langs, maar hij werd steeds afgewezen, veelal omdat de labels vonden dat de muziek niet goed in de markt zou liggen. Het album bevat namelijk geen liedteksten of losse nummers en de hele eerste kant van de lp bevat geen drumpartijen. Toen Oldfield zijn demo's liet horen bij opnamestudio The Manor House, vonden de technici en ook hun baas Richard Branson dat Oldfield een kans verdiende om zijn album op te nemen. Het album werd door Virgin Records, het destijds nieuwe platenlabel van Branson, uitgebracht als de allereerste productie van dat label, vandaar dat het het catalogusnummer V2001 kreeg, hoewel V2002 en V2003 op dezelfde dag werden uitgebracht. Toen John Peel het hele album in zijn radioshow speelde, kreeg het album veel aandacht.
Tubular Bells kwam eind mei 1973 uit, toen Oldfield twintig jaar was. Het album verkocht 2 miljoen exemplaren op de Britse thuismarkt en 15 tot 17 miljoen exemplaren wereldwijd. Het werd een gouden plaat in Amerika en werd bekroond met een Grammy Award voor beste instrumentale compositie in 1974.
Oldfield bespeelt zelf het merendeel van de instrumenten op de opname, door ze een voor een op te nemen en ze vervolgens te mixen (overdubbing), een techniek die hij op latere opnamen zou herhalen. De stijl van Tubular Bells is veelzijdig. Het album bestaat uit een soort combinatie van meerdere stijlen. Naar voren komen in ieder geval de stijlen rock, new age, folk, ambient en blues.
Het openingsthema van Tubular Bells, dat onder andere in de film The Exorcist werd gebruikt, gaf het album veel publiciteit en werd een soort herkenningstune voor het hele album. Het album is met name bekend van dit openingsthema en velen hebben het thema later gebruikt, onder wie Janet Jackson in haar lied Velvet Rope. Ook op televisie is het regelmatig te horen geweest, bijvoorbeeld in Bassie en Adriaan en Moonlighting. Volkswagen gebruikte het thema in een advertentie in 2003. Tevens werd het in Scary Movie 2 gebruikt.
Oldfield kreeg van Branson maar beperkte opnametijd in The Manor, zodat Tubular Bells met veel haast of 's nachts werd opgenomen. De eerste kant werd opgenomen in een week tijd, de tweede kant werd vooral 's nachts opgenomen, of op momenten dat er geen andere artiesten in de studio hoefden op te nemen. Om deze reden verscheen er in 2003, toen het album dertig jaar bestond, een nieuwe opname van het album onder de titel Tubular Bells 2003. In de jaren 90 maakte Oldfield op Tubular Bells drie vervolgen: Tubular Bells II (1992), Tubular Bells III (1998) en The Millennium Bell (1999). Een orkestrale versie van Tubular Bells gearrangeerd door David Bedford, The Orchestral Tubular Bells, werd in 1975 uitgebracht.
Tubular Bells kent verschillende uitgaven. In 1983 werd het album voor het eerst uitgebracht op cd. Een jubileumeditie kwam in 1998 uit vanwege het 25-jarig jubileum van het album. In 2000 werd de geremasterde editie uitgebracht. Oldfield kreeg in 2008 de rechten over Tubular Bells terug van Virgin Records, 35 jaar na de release, zodat in juni 2009 een opnieuw gemixte en gemasterde editie met bonusmateriaal werd uitgebracht op Mercury Records. In 2023 verscheen de "50th Anniversary Edition" met enkele bonusnummers, waaronder een demo uit 2017 van een aanzet tot het uiteindelijk niet gerealiseerde Tubular Bells 4.
Dat er buisklokken te horen zijn op Tubular Bells, is eigenlijk toeval. De buisklokken stonden nog van de vorige muzikant in de studio, en Oldfield vroeg of hij ze ook kon gebruiken. Uiteindelijk waren het deze buisklokken die de naam Tubular Bells aan het album gaven.

## Tracklist
1. "Tubular Bells Part One" – 25:31
2. "Tubular Bells Part Two" – 23:20

## Bezetting

### Mike Oldfield
Akoestische gitaar, basgitaar, elektrische gitaar, Farfisa-orgel, hammondorgel, flageolet, fuzz-gitaar, klokkenspel, ontstemde piano, mandoline, piano, "Piltdown Man", percussie, Spaanse gitaar, "double speed"-gitaar, "taped motor drive amplifier organ chord", pauken, viool, zang en buisklokken (tubular bells).

### Andere muzikanten
- Steve Broughton - percussie
- Lindsay L. Cooper - bas
- Mundy Ellis - zang
- Jon Field - fluiten
- Sally Oldfield - zang
- Vivian Stanshall - Master of ceremonies
- Nasal Choir
- Manor Choir (Simon Heyworth, Tom Newman, Mike Oldfield)

## Albumhoes
In de dagen dat Tubular Bells werd opgenomen, hadden de meeste platen een korte tekst op de hoes, die vertelde dat de plaat opgenomen was in stereo, maar ook op mono-apparatuur afgespeeld kon worden. In het Engels was deze tekst:
This stereo record can be played on mono reproducers provided either a compatible or stereo cartridge wired for mono is fitted. Recent equipment may already be fitted with a suitable cartridge. If in doubt consult a dealer.
Mike Oldfield stak een beetje de draak met deze tekst door op de hoes van Tubular Bells de volgende tekst te laten afdrukken:
This stereo record cannot be played on old tin boxes no matter what they are fitted with. If you are in possession of such equipment please hand it into the nearest police station.

## Opnamesessies
- Part 1 werd opgenomen in een week tijd in de The Manor Studio van de oprichter van Virgin Records, Richard Branson. Oldfield gebruikte de studio na de sessies van John Cale en precies voor Bonzo Dog Doo-Dah Band.
- De werktitel die Mike Oldfield gebruikte was Opus One; Richard Bransons idee was om het Breakfast in Bed te noemen. Een van de mogelijke afbeeldingen voor de hoes was een gekookt ei waar bloed uit droop. Uiteindelijk werd deze afbeelding gebruikt op de latere hoes van het album Heaven's Open.
- Mike Oldfield speelde de tune van Sailor's Hornpipe al jarenlang met Kevin Ayers in de band The Whole World, waar Oldfield eerder basgitaar speelde.
- De enige elektrische gitaar op die op het album is gebruikt is een Fender Telecaster (serienummer 180728) die oorspronkelijk aan Marc Bolan toebehoorde. Mike Oldfield had de gitaar aangepast door er een extra pickup aan toe te voegen (ontworpen door Bill Lawrence). Hij heeft de gitaar later verkocht en heeft de opbrengst aan een goed doel geschonken.[3]
- Volgens Oldfield kwam het gebrul van de "Piltdown Man" pas aan het eind, toen hij al klaar was met de instrumentale opnamen. Hij miste nog iets en voegde de "Piltdown Man" toe door in de microfoon te schreeuwen terwijl de bandrecorder op hogere snelheid liep.[4]
- Het album is opgenomen op een Ampex 2" 16-sporenrecorder, op dat moment de standaard opnameapparatuur van de The Manor-studio.
- Het geluid voor de "double speed"-gitaar werd gemaakt door de bandrecorder tijdens de opnamen op halve snelheid te laten lopen. Oldfield gebruikte ook speciale effecten, bijvoorbeeld de Glorfindel box, om de doedelzak-distortion te krijgen op bepaalde stukken van het album. David Bedford had de Glorfindel box gekregen op een feestje, waarna hij het doorgaf aan Oldfield. Tom Newman bekritiseerde het ding in een interview in 2001 met het tijdschrift Q, omdat het nooit een tweede maal hetzelfde resultaat gaf.
- De gebruikte buisklokken (tubular bells) waren door een instrumentenverhuurbedrijf achtergelaten, na de opnamesessies van John Cale, op speciaal verzoek van Mike Oldfield.
- Vivian Stanshall, die ten tijde van de opnamen in The Manor House verbleef, was gevraagd om de instrumenten op te noemen die aan het eind van Part 1 het thema spelen. De wijze waarop hij plus... Tubular Bells zei, inspireerde Mike Oldfield om het album deze naam te geven. Zijn aankondiging van de instrumenten luidt: "Grand piano; reed and pipe organ; glockenspiel; bass guitar; double speed guitar; two slightly distorted guitars; mandolin! Spanish guitar, and introducing acoustic guitar, plus... tubular bells."

## Single
"Mike Oldfield's Single" was de eerste 7" die door Mike Oldfield werd uitgebracht, in juni 1974. Deze single werd uitgebracht als antwoord op een niet door Mike Oldfield geautoriseerde singlerelease in Amerika.

## Demo
Mike Oldfield nam de demo op in zijn flat in Tottenham, Londen in 1971. Hij gebruikte hiervoor een Bang & Olufsen Beocord 1/4" bandrecorder die hij geleend had van Kevin Ayers. Hij kon zijn eerdere opnamen overdubben door de wiskop van de bandrecorder te blokkeren. De demo's hadden titels als "Tubular Bells Long", "Caveman Lead-In", "Caveman", "Peace Demo A" and "Peace Demo B", welke op een dvd-audio-uitgave van Tubular Bells 2003 werden uitgegeven.

## Versies
In de loop der jaren zijn naast de originele opname verschillende andere versies van Tubular Bells verschenen. In 1974 verscheen een versie van Tubular Bells, uitgevoerd door een door David Bedford gedirigeerd orkest met Mike Oldfield op akoestisch gitaar. Ook muzikale varianten op het originele thema verschenen onder de titels Tubular Bells II en III in respectievelijk 1992 en 1998. In 2003 is het stuk in z'n geheel opnieuw uitgevoerd en uitgebracht onder de naam Tubular Bells 2003. In 2009 verschijnt The Ultimate Edition met tal van verschillende mixages en niet eerder uitbracht materiaal.

## Computerspellen

### Commodore 64
Samen met een softwarehuis en distributeur NuWave bracht Oldfield in 1986 een interactieve Commodore 64-versie uit van een gearrangeerde Tubular Bells, die de geluids-chip van de Commodore 64 gebruikte om het album versimpeld af te spelen. Er waren simpele 2D-visualisaties die de muziek ondersteunden. De interactiviteit kwam niet verder dan het instellen van het volume, het instellen van de snelheid van de animaties en het springen naar een willekeurig deel van het album.

### Maestro
In 2004 heeft Oldfield een virtual-realityproject gelanceerd met de naam Maestro, dat muziek bevat van de vernieuwde opnamen van het album Tubular Bells. Na Tres Lunas was dit het tweede spel dat onder het MusicVR-label werd uitgebracht door Mike Oldfield.